# Gran Guerrero
Gran Guerrero es un luchador profesional mexicano, enmascarado que trabaja actualmente para el Consejo Mundial de Lucha Libre (CMLL). Originalmente fue presentado al mundo de la lucha libre bajo el nombre de Último Guerrero Jr. en 2009 por Último Guerrero, con la historia de que era su hijo. Más tarde hizo su debut en la lucha libre bajo el nombre de Taurus. En 2013 se le dio una nueva imagen, reintroducida bajo el nombre de Gran Guerrero, oficialmente reconociendo que él era el hermano mucho más joven de Último Guerrero. El verdadero nombre de Gran Guerrero no es una cuestión de registro público, como suele ser el caso de los luchadores enmascarados en México, donde sus vidas privadas se mantienen en secreto de los fanáticos de la lucha libre. Actualmente es el Campeón Mundial de Peso Completo del CMLL en su primer reinado.
Guerrero ha sido una vez campeón mundial tras ser Campeón Mundial de Peso Completo del CMLL. También fue dos veces Campeón Mundial de Tercias del CMLL con su padre & Euforia y una vez Campeón Mundial en Parejas del CMLL con Euforia.

## Carrera

### Circuito independiente (2009-2012)
A principios de 2009, el luchador profesional Último Guerrero presentó "Último Guerrero Jr." para el público. Reveló que estaba entrenando para una carrera profesional de lucha libre. En ese momento fue presentado como el hijo de Último Guerrero. No es raro que los luchadores enmascarados se presenten como familiares de luchadores conocidos que no son parientes consanguíneos, sino que simplemente pagaron por los derechos para usar la máscara y el nombre. En el caso de Último Guerrero Jr., más tarde se confirmó que había una relación de sangre entre los dos, simplemente no padre e hijo.
Cuando finalmente hizo su debut en el ring, adoptó el nombre de "Taurus" para ganar experiencia como luchador sin revelar su relación familiar. Entre 2010 y 2011, solo ocasionalmente luchó en varios programas locales de la empresa independiente. En 2011 comenzó a aparecer en eventos del International Wrestling Revolution Group (IWRG), especialmente aquellos con luchadores que asisten a la escuela de entrenamiento de promoción Futuro Ídolos de Lucha Libre (FILL). Compitió en el 13.º, 14.º y 17.º Torneo FILL, pero no ganó ninguno de esos torneos. El 23 de julio de 2011, compitió en el torneo Copa Higher Power de IWRG, pero fue derrotado por Máquina Infernal. No fue hasta el 11 de marzo de 2012 que Tauro se unió a su hermano mayor, Último Guerrero. El equipo indicó la relación familiar mientras competían en Toryumon México como parte de su torneo Copa Toyota, donde un novato y un veterano se unen. Los hermanos derrotaron a El Hijo del Fantasma y Magnus en la primera ronda, pero perdieron ante el equipo de Último Dragón y Angélico en la final.

### Consejo Mundial de Lucha Libre (2012-presente)
Poco después de su aparición en DragonMania VII, Taurus fue anunciado como parte de Generación 2012 del Consejo Mundial de Lucha Libre (CMLL), un grupo de jóvenes luchadores que hicieron su debut en 2012 y, además de Taurus, incluyeron a Guerrero Negro Jr., Espanto Jr., Akuma, Herodes Jr., Oro Jr. y Génesis. Taurus hizo su debut en el CMLL en el ring el 18 de junio de 2012, haciendo equipo con Bobby Zavala y Hooligan cuando el equipo perdió ante Leono, Metálico y Sensei. Tauro fue el último de los luchadores de Generación 2012 en hacer su debut en CMLL Super Viernes (show principal de CMLL), ya que se unió a Zayco para perder ante Leono y Metálico en el show del 28 de septiembre de 2012. El 14 de octubre de 2012, trabajó en un programa de beneficios de Toryumon por el luchador lesionado Eléctrico. En el programa, el equipo de Taurus, El Hijo del Médico Asesino y El Hijo del Signo derrotó a Magnus, el Sr. Rolling y Platino.
A finales de marzo de 2013, Taurus fue anunciado como uno de los Novatos, o novatos, en el Torneo Gran Alternativa de 2013, o "Gran torneo alternativo". La Gran Alternativa combina un novato con un luchador experimentado para un torneo de equipo. Taurus se unió al veterano Averno y compitió en el Bloque A el 12 de abril de 2013. El dúo derrotó a Stigma y La Máscara en la primera ronda, pero perdió ante Hombre Bala Jr. y Atlantis en la segunda ronda.
Durante la celebración del 30 aniversario de Atlantis como luchador, Último Guerrero apareció después de un combate para reprenderlo, como parte de la larga rivalidad entre los dos. La aparición resultó ser una distracción, ya que un segundo Último Guerrero atacó a Atlantis desde atrás. Los dos Guerreros vestidos idénticamente procedieron a golpear a Atlantis y desgarrar su máscara. Después del partido, Último Guerrero presentó a su hermano "Gran Guerrero" y lo hizo parte de Los Guerreros del Infierno.
El 15 de junio de 2013, Gran Guerrero sobrevivió a Aeroboy, Comando Negro, El Hijo del Signo, Epidemia, Fusion, Kato Kung Lee, Laberinto, Lucifer, Magnus, Relámpago, Robin y Violento Jack para ganar el combate DragonMania VIII "Dragon Scramble". Gran Guerrero hizo equipo con Último Guerrero y Niebla Roja para derrotar a los entonces Campeones Mundiales de Tríos del CMLL Los Estetas del Aire (Máscara Dorada, Místico y Valiente) en Homenaje a Dos Leyendas.
En marzo de 2017, CMLL comenzó una rivalidad en la que Niebla Roja comenzó a tener problemas con sus compañeros de Los Guerreros Laguneros, inicialmente al hacer que accidentalmente perdieran combates debido a una falta de comunicación entre Niebla Roja, Euforia y Gran Guerrero. El 19 de mayo, el cambio a técnico de Niebla Roja se completó cuando pateó al líder de Los Guerreros, Último Guerrero, en la cara durante la lucha. Después, Último Guerrero y Gran Guerrero golpearon a Niebla Roja, le arrancaron la máscara y le exigieron a Niebla Roja que inventara una nueva máscara en lugar de usar la máscara inspirada en Último Guerrero. Durante el ataque, Niebla Roja fue ayudado por su hermano Ángel de Oro. La larga historia de rivalidad entre Gran Guerrero y Niebla Roja condujo al evento principal del 84º Aniversario de CMLL el 16 de septiembre de 2017. Ambos luchadores pusieron sus máscaras en juego en un combate de lucha de apuestas, y como resultado de su pérdida Niebla Roja se vio obligada a desenmascararse después.

## Vida personal
Gran Guerrero nació en 1993 en Gómez Palacio, Durango, México. Originalmente se le presentó como el hijo de José Gutiérrez Hernández (Último Guerrero) en 2009, pero luego se confirmó que él era, en realidad, el hermano menor de Gutiérrez de 20 años.

## Campeonatos y logros
- Consejo Mundial de Lucha Libre
  - Campeonato Mundial de Peso Completo del CMLL (1 vez, actual)
  - Campeonato Mundial en Parejas del CMLL (1 vez) – con Euforia
  - Campeonato Mundial de Tríos del CMLL (2 veces, actual) – con Euforia y Último Guerrero

- Federación Mundial de Lucha Libre
  - FMLL Tag Team Championship (1 vez) – con Último Guerrero[10]

- Pro Wrestling Illustrated
  - Situado en el Nº375 en los PWI 500 de 2019[11]
  - Situado en el Nº308 en los PWI 500 de 2020[12]
  - Situado en el Nº173 en los PWI 500 de 2021[13]
  - Situado en el Nº256 en los PWI 500 de 2022[14]
  - Situado en el Nº30 en los PWI 500 de 2023[15]

## Luchas de apuestas
| Ganador                 | Perdedor              | Lugar            | Evento                    | Fecha                    | Notas |
| ----------------------- | --------------------- | ---------------- | ------------------------- | ------------------------ | ----- |
| Gran Guerrero (máscara) | Niebla Roja (máscara) | Ciudad de México | 84th Aniversario del CMLL | 16 de septiembre de 2017 |       |